# Camponotus mozabensis
Camponotus mozabensis är en myrart som beskrevs av Carlo Emery 1899. Camponotus mozabensis ingår i släktet hästmyror, och familjen myror. Inga underarter finns listade.